# CD Árabe Unido
Club Deportivo Árabe Unido – panamski klub piłkarski z siedzibą w mieście Colón, stolicy prowincji Colón. Występuje w rozgrywkach Liga Panameña. Domowe mecze rozgrywa na obiekcie Estadio Armando Dely Valdés. Niekiedy określany poprzez skrót DAU.

## Osiągnięcia

### Krajowe
- Liga Panameña

| zwycięstwo (13):    | 1999, 2001 (A), 2001 (C), 2002 (A), 2004 (A), 2004 (C), 2008 (C), 2009 (A), 2010 (C), 2012 (A), 2015 (C), 2015 (A), 2016 (A) |
| drugie miejsce (7): | 1998, 2003 (A), 2005 (A), 2006 (C), 2007 (C), 2017 (C), 2017 (A)                                                             |

### Międzynarodowe
- Copa Interclubes UNCAF

| zwycięstwo (0):     | –    |
| drugie miejsce (1): | 2002 |

## Historia
Bezpośrednim poprzednikiem klubu był założony w roku 1990 przez Gerardo Sebata zespół Club Atlético Argentina. Drużyna Árabe Unido powstała 28 kwietnia 1994 roku. W roku 2002 drużyna Árabe Unido dotarła do finału Copa Interclubes UNCAF, co jest największym międzynarodowym osiągnięciem klubu panamskiego.

## Aktualny skład
Stan na 1 lutego 2023.
| Nr | Poz. | Piłkarz                |
| -- | ---- | ---------------------- |
| 1  | BR   | Gilberto Dennis        |
| 3  | OB   | José Garibaldi         |
| 5  | PO   | Abdiel Macea (kapitan) |
| 6  | PO   | Rubén Baruco           |
| 7  | NA   | Efraín Bristan         |
| 8  | NA   | Leonel Tejada          |
| 9  | NA   | Juan Villalobos        |
| 10 | PO   | Ángel Caicedo          |
| 11 | PO   | Armando Cooper         |
| 13 | OB   | Adolfo Machado         |
| 15 | OB   | Gabriel Brown          |
| 17 | OB   | Emmanuel Ceballos      |
| 18 | NA   | Omar Hinestroza        |
| 19 | PO   | Jaime Harrison         |

| Nr | Poz. | Piłkarz             |
| -- | ---- | ------------------- |
| 20 | OB   | Dayrón Benavides    |
| 23 | PO   | Jonathan Barrera    |
| 25 | BR   | Edgardo Alexander   |
| 26 | OB   | Félix Góndola       |
| 27 | OB   | Yamar Reed          |
| 29 | PO   | Edgar Cunningham    |
| 32 | OB   | Cristopher Cragwell |
| 35 | OB   | Jajac Cruz          |
| 52 | NA   | Darío King          |
| 53 | OB   | Antony Herbert      |
| 66 | BR   | Manuel Romero       |
| 70 | NA   | Charles Bustamante  |
| 72 | NA   | Dylan Herbert       |
| 91 | PO   | José González       |